# Charlotte Moton Hubbard
 Charlotte Moton Hubbard  (* 27. November 1911 in Hampton, Virginia; † 18. Dezember 1994 in Chevy Chase, Maryland) war eine US-amerikanische Regierungsbeamtin und Hochschullehrerin. Sie war von 1964 bis 1970 Deputy Assistant Secretary of State und damit die erste Afroamerikanerin in dieser Funktion.

## Leben und Werk
Hubbard war eines von fünf Kindern der Pädagogin Jennie Dee Booth Moton und des Direktors des Tuskegee Institute in Alabama, Robert Russa Moton. Sie erhielt 1931 ein Zertifikat in Hauswirtschaft am Tuskegee Institute und erwarb 1934 an der Boston University einen Bachelor of Science in Bildung und Sport. Sie weigerte sich, an der Boston University als Studentin in einem getrennten Wohnheim zu leben.
Von 1934 bis 1941 unterrichtete sie als Hochschullehrerin für Gesundheit und Leibeserziehung am Hampton Institute in ihrer Heimatstadt Hampton, anschließend arbeitete sie bis 1945 für das Office of Community War Services. 1945 wurde sie National Community Relations Advisor für die Girl Scouts of the USA und 1950 Direktorin in der Abteilung für kommerzielle Diätetik am Tuskegee Institute. Nach einer zweijährigen Tätigkeit im Politischen Aktionskomitee des Congress of Industrial Organizations wurde sie 1963 Direktorin im Bureau of Public Affairs des US-Außenministeriums. Ein Jahr später wurde sie zur stellvertretenden Staatssekretärin für öffentliche Angelegenheiten (Deputy Assistant Secretary of State for Public Affairs) ernannt. Zu diesem Zeitpunkt diente sie als ranghöchste afroamerikanische Frau in der Regierung von  Präsident Lyndon B. Johnson. Hubbard verwaltete verschiedene Public-Affairs-Programme und entwickelte Programme zur Bekämpfung der Rassendiskriminierung von afroamerikanischen Soldaten während des Vietnamkrieges. Hubbard ging 1970 nach Ausbruch der Cushingschen Krankheit in den Ruhestand. Sie starb im Alter von 82 Jahren an kongestiver Herzinsuffizienz.
Hubbard heiratete 1949 den Bürgerrechtler und Anwalt des US-Justizministeriums, Maceo W. Hubbard.

## Auszeichnungen und Ehrungen
- 1965: Honorary degree, Civil Law, New England College, New Hampshire.
- 1965: Outstanding Alumni Award, Tuskegee Institute.